# Ettore Stella
Ettore Stella (Matera, novembre 1915 – Altamura, febbraio 1951) è stato un architetto e urbanista italiano.

## Biografia
Nasce a Matera nel novembre del 1915 a ridosso dei “Sassi” nella centralissima via San Biagio. Secondogenito di una famiglia della borghesia media produttiva profondamente legata all’Arte.
Dopo aver frequentato nella sua città le “Complementari” con indirizzo artistico, si trasferirà a Napoli per frequentare il Liceo Artistico guidato da Emilio Notte.
Nel 1934 si iscriverà alla Regia Scuola Superiore di Architettura di Roma che in seguito diverrà Facoltà diretta da Marcello Piacentini.
Giovane dotato di un estro creativo e geniale, si impose rapidamente all’attenzione degli architetti e della critica specializzata del tempo, risultando vincitore, ancora studente dei “Littoriali di Architettura dell’Anno XVIII” assieme ad Emilio Stefano Garau.  Il suo progetto per l’Auditorium di 5000 posti e del Palazzo dei G.U.F. per l'Esposizione Universale di Roma del 1942 sarà recensito da Giuseppe Pagano (architetto) tra le pagine di “Casabella” nel 1940. “Nell’orgia di colonne” e di “finti archi” dell’E. ’42, il progetto vincitore viene esaltato proprio per la chiarezza costruttiva. La “lezione di moralità” impartita dai due giovani allievi della scuola di Roma dovrebbe, conclude Pagano, “fare arrossire il loro direttore”.
Durante e dopo gli studi, frequenterà lo studio degli architetti romani Amedeo Luccichenti e Vincenzo Monaco, con i quali collaborerà attivamente, condividendo le battaglie dell’architettura moderna contro i pregiudizi del monumentalismo piacentiniano. Nella frequentazione romana collaborerà alla progettazione di “Villa Petacci” alla Camilluccia e in altri lavori sul territorio nazionale.
La guerra interruppe la sua attività. Rientrato a Roma intorno al 1945 e matura l'idea di fare ritorno a Matera in conseguenza dell'incarico del cine-teatro Duni. "Decisione questa che non pregiudica del tutto il rapporto di collaborazione con i due patron romani". "Tanto Monaco quanto Luccichenti sentono un'affinità elettiva molto forte con Stella, col quale condividono la rilettura storica della vicenda razionalista."
Scrive Amerigo Restucci “Sono gli anni eroici nei quali riviste come “Comunità”, “Metron”, “Domus” -diretta da Rogers dal 1946 al 1947- o  “La Città Nuova” diretta dal 1945 da Michelucci, ereditano con articolate posizioni le tesi della “Casabella” di Pagano ampliando i campi di indagine della analisi critica, proponendo una rilettura dell’eredità storica del movimento moderno. Sono gli stessi temi che caratterizzano Stella tesa alla formulazione di un linguaggio nuovo anche a Matera”.
È una delle figure più singolari nel panorama dell’architettura razionalista organica del secondo dopoguerra in Italia e nella remota provincia di Lucania. “Si tratta del linguaggio che Stella aveva assimilato nel dibattito della scuola romana e nel quale leggeva nell’immediato dopoguerra le aspirazioni dell’architettura a ricongiungersi alla invenzione tecnologica. E’ del resto la fiducia in un’architettura capace di influenzare l’immagine della città con la chiarezza di un messaggio formale e tecnologico, a caratterizzare i progetti di Stella che mostrano una fedeltà al rigorismo italiano anteguerra” (Restucci).
Riccardo Musatti, scriverà nel 1951 tra le pagine di “Metron” che Stella ha iniziato a Matera una “missione di civiltà” come pioniere dell’architettura moderna.
Egli sarà artefice dei primi dibattiti sul risanamento dei Sassi di Matera ed allestirà, nella primavera del 1946, con il patrocinio del Deputato Michele Bianco (Pci) una interessante mostra fotografica di denuncia sulle condizioni di vita degli abitanti dei “Sassi” ed orienterà la classe politica ad una corretta espansione della città.
Stella anticiperà di alcuni anni l’attenzione verso Matera di sociologi americani e italiani, di economisti e architetti.
Realizzerà a Matera sul finire degli anni ’40 opere molto impegnative di valenza architettonica e strutturale tra cui il “Cineteatro Duni”, raro esempio di architettura moderna (censito nel Do.co.mo.mo), il Sanatorio per la Tbc e vari lotti di case popolari.
Tra le sue produzioni progettuali emergerà la realizzazione di sorprendenti e originali pezzi di arredamento negli allestimenti dei negozi a Roma tra cui “Caffè Rosati” in via Veneto a Roma con Luccichenti e Monaco, a Matera la “Libreria Montemurro” e “La Milanese” ed a Potenza il “Gran Caffè Italia” oltre a numerose residenze.
Nel 1950 sarà invitato dalla Triennale di Milano per partecipare alla “Mostra sull’architettura spontanea”. La mostra si ispirava  a determinare e studiare quegli ambienti architettonici e urbanistici che si sono gradualmente e spontaneamente sviluppati in stretta aderenza con le determinanti storiche e non direttamente attraverso permanenze culturalistiche.  Ciò limitatamente ad organismi economici semplici (esempi di architettura e di urbanistica) che siano nati da un movimento collettivo autonomo che ha trovato in se stesso le proprie ragioni di vita, e di mostrare come  tali esempi siano strettamente aderenti alla struttura geografica, storica, sociale, economica e culturale del luogo in cui sono nati.
Nello stesso periodo, Adriano Olivetti gli commissionerà per l’UNRRA-Casas I^ Giunta il progetto per il borgo residenziale in località “Timmari – La Martella” per 200 famiglie, destinato ad accogliere i primi sfollati dei “Sassi”.
L’architetto Stella, all’età di 35 anni, nel febbraio 1951, nel pieno della sua carriera professionale, troverà la morte improvvisa e tragica in un incidente stradale sulla Altamura – Matera.
A seguito della sua prematura scomparsa, l'Unrra-Casas impose un nuovo incarico di progettazione del borgo al gruppo dei professionisti guidati dall'architetto Ludovico Quaroni.
Pur noto alle cronache di architettura del tempo, la sua figura di architetto e intellettuale resta ancora da approfondire. Buona parte della sua produzione documentale misteriosamente è andata smarrita a ridosso della sua scomparsa. È tuttora in corso la ricostruzione del suo archivio professionale anche grazie al contributo di amici romani di un tempo ed estimatori della sua opera.
Contributi sulla sua attività professionale sono stati ricostruiti con dovizia di particolari all'interno di una serie di pubblicazioni curate dall'architetto Luigi Acito tra le quali spiccano "Il Cine-Teatro Duni a Matera. Un'architettura moderna da tutelare", Lìbria edizioni e "Ettore Stella 1915-1951 Modernità ai margini, Electa".